# 호찌민 사상
호찌민 사상(베트남어: Tư tưởng Hồ Chí Minh, 영어: Ho Chi Minh Thought)은 베트남 공산당의 주요 이념이며 베트남의 헌법적 가치이다. 베트남의 헌법적 가치가 된 시기는 호치민이 제1차 인도차이나 전쟁에서 승리한 후 1945년 베트남 민주공화국을 선포하면서부터 현재까지를 이른다. 이러한 의미에서 호치민 사상은 베트남인의 정신적 지주 사상 이상의 가치이다. 호치민 사상은 마르크스-레닌주의을 바탕으로 자본주의 체제인 베트남에서 사회주의 체제로 가기 위한 혁명기를 이행함에 베트남의 현실을 반영시켰고 동양 특유 문화, 호치민의 마음가짐, 1776년 토마스 제퍼슨의 선포한 미국의 독립혁명 사상과 프랑스의 프랑스 혁명과 같은 자유주의적 사고방식을 결집한 사상이다. 호치민은 베트남은 사회주의 혁명에 초점을 맞추기보다 민족심을 고취하여 자주독립을 이루어야 한다고 주장했고 그 주장이 반영된 사상이 바로 호치민 사상이다.

## 개요

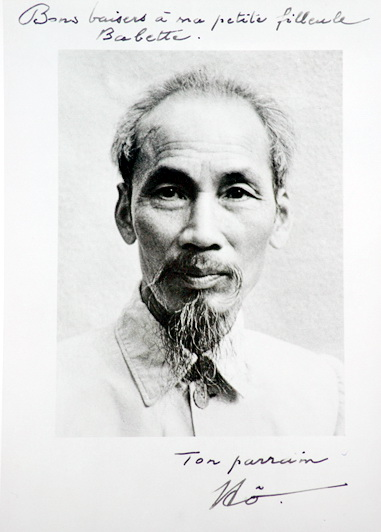
호치민은 호치민 사상을 만들어냈다.

호치민은 사회주의 혁명이 일어나려면 완전히 독립된 국가가 존재해야 했고, 무엇보다 고도로 발전된 자본주의 체제여야 한다는 인식을 하고 있었다. 호치민은 혁명의 실천 방식을 1883년 응우 엔 왕조가 프랑스의 침략으로 끊기고, 베트남이 프랑스의 식민지가 된 역사를 기점으로부터 기초로 한다. 호치민은 "사회주의 혁명은 자주 국가의 상태에서 고도로 발전된 자본주의 사회로 진보한 후 산업 노동자를 주류로 일어나야 하나, 베트남은 프랑스의 식민지 상태이기 때문에 사회주의 혁명을 실천할 수 없는 상태이다. 그러나 프랑스와 베트남의 관계는 지배국과 식민지의 관계이기 때문에 프랑스는 베트남에 여러 산업화 기술을 제공할 수밖에 없고, 베트남은 프랑스에 의해 어느 정도 근대화가 되었다. 이렇게 해서 고도로 발전된 자본주의 상태는 갖추어진 상태이며, 현재 우리에게 필요한 것은 자주적으로 독립한 국가가 필요하다. 자주 국가를 만드는 이 과정은 프랑스에서 일어난 프랑스 혁명과 같이 시민 주도로 일어나야 하며, 여러 민족 독립조직은 이 시민 혁명을 전파, 또는 시민 혁명에서의 전위를 맡아야 한다." 고 주장한다. 호치민 사상에서는 일단 혁명을 실천해야 할 주체와 민중 주도의 혁명으로 멸망하는 주체를 프랑스 혁명과는 다르게 조정했는데, 봉건군주세력과 시민이 대결인 원류의 뜻인 프랑스 혁명과 달리 호치민 사상에서 봉건군주세력을 프랑스인으로 비유했고, 시민계층을 베트남인으로 비유했다. 그러나 이러한 혁명의식이 전파되려면 1883년부터 프랑스가 베트남 시민에게 세뇌시킨 식민지주의적 사고방식을 없애야 하기 위해 반식민주의도 기반 이론에 포함되었다. 또한, 그간의 마르크스-레닌주의를 기본으로 해온 공산주의의 기본적인 이론 체계가 여러 사상이 파생되면서 파생된 사상에서 점점 공산주의가 수정되어 갔다. 대표적으로 모택동주의에서는 유물론에서 관념론으로 바뀌었기 때문이다. 이 점에서 호치민은 반수정주의를 강조했다. 즉, 민족의 해방을 위해서라면 사상의 실현 전 과정을 덧붙일 수 있어도, 공산주의 이론에서 중요한 가치 자체를 와전시키고 수정시켜 공산주의 파생 이론을 만들면 안 된다는 뜻이었다.
이러한 호치민 사상은 자주독립이 된 국가에서도 그것에 대한 철학을 유지해야 하는데, 호치민 사상에서 주목받는 철학적 요소는 대표적으로 민족에 대한 해방의지, 국가에 대한 충성, 청렴함이기 때문에 현재 베트남 공무원 시험에서는 이 호치민 사상에 대한 시험을 꼭 치러지도록 제도가 되어 있다.
후에 이 사상은 남베트남 민족해방전선(통칭, 베트콩)에도 전파되었으며, 베트콩은 이 사상에서 봉건군주세력, 타도해야 할 세력을 '미국' 그리고 '남베트남 정권'으로 간주, 혁명 주체는 남베트남의 시민으로 설정해 놓았다.

## 같이 보기
- 북베트남
- 호치민
- 베트콩
- 공산주의
- 마르크스-레닌주의
- 프랑스 혁명